# Pentaschistis trisetoides
Pentaschistis trisetoides là một loài thực vật có hoa trong họ Hòa thảo. Loài này được (Hochst. ex Steud.) Pilg. mô tả khoa học đầu tiên năm 1926.